# Pierrô Apaixonado
Pierrô apaixonado é uma marcha carnavalesca composta por Heitor dos Prazeres e Noel Rosa em 1936. É uma das canções mais populares do carnaval carioca. Faz referência ao amor não-correspondido de Pierrô por Colombina, personagens da commedia dell'arte 
Um pierrô apaixonado/que vivia só cantando/por causa de uma colombina/acabou chorando, acabou chorando

## Histórico da composição
Heitor dos Prazeres compôs "Pierrô" em 1936, em conjunto com uma ilustração. Noel Rosa, então estudante de medicina e interessado pelo samba, frequentava a casa de Heitor na Rua Tiradentes. Impressionado com a marcha, ajudou Heitor na composição, sugerindo uma mudança no último verso.